# 10 (film)
10 è una commedia romantica del 1979, diretta dal maestro del genere Blake Edwards e interpretata da Dudley Moore e Julie Andrews.

## Trama
George Webber è un musicista celebre, ricco ed innamorato della sua compagna, ma ha da poco superato la quarantina e attraversa una crisi esistenziale. Incrociando per caso un corteo nuziale, rimane folgorato dalla bellezza della sposa, Jenny. Avvezzo a dare una votazione da uno a dieci per ogni bellezza che egli incontra, Jenny supera il massimo dei voti. In breve George apprende che la bella sconosciuta è in viaggio di nozze ad Acapulco, così decide di seguirla con la massima discrezione. Qualche giorno dopo George salva la vita al marito di Jenny e lei per ringraziarlo, approfittando del ricovero dello sposo, gli si offre per una notte. I sensi di colpa prendono però il sopravvento.

## Produzione
Nel cast vi è un biondo e prestante Sam J. Jones, nel ruolo dello sposo della protagonista, che l'anno seguente avrà una fulminea quanto brevissima notorietà con il fantascientifico Flash Gordon. La colonna sonora ripropone il Boléro di Ravel che nel film viene consigliato come sottofondo ideale per fare l'amore.

## Accoglienza
Il film ebbe un enorme successo al botteghino e lanciò l'allora sconosciuta modella Bo Derek, facendola diventare la pin-up più conosciuta degli anni ottanta senza però sfondare sul grande schermo.